# 有働敦
有働 敦（うどう あつし、1964年4月26日 - ）は、日本の実業家。東邦ホールディングス株式会社代表取締役社長、東邦薬品株式会社取締役。

## 人物・経歴
神奈川県出身。1987年高千穂商科大学商学部卒業、東邦薬品（のちの東邦ホールディングス）入社。2006年東邦薬品営業本部企画推進部長。2009年東邦薬品執行役員営業本部企画推進部長。2012年東邦薬品取締役営業統轄本部CS営業本部長兼医薬営業本部企画推進部長。2013年東邦薬品取締役営業統轄本部医薬営業本部長。2015年東邦薬品常務取締役営業統轄本部長兼医薬営業本部長。2015年東邦ホールディングス執行役員。2016年東邦薬品取締役副社長営業担当、東邦ホールディングス取締役社長室長に昇格。2017年東邦薬品代表取締役副社長営業担当、東邦ホールディングス常務取締役。2019年から東邦ホールディングス代表取締役社長 COO 及び東邦薬品取締役。